# Ralph Shapey
Ralph Shapey (né le 12 mars 1921 à Philadelphie – mort le 13 juin 2002 à Chicago) est un compositeur et chef d'orchestre américain du XXe et du début du XXIe siècle.

## Source
- (en) Cet article est partiellement ou en totalité issu de l’article de Wikipédia en anglais intitulé « Ralph Shapey » (voir la liste des auteurs).